# Casas del Castañar (kommun)
Casas del Castañar är en kommun i Spanien.   Den ligger i provinsen Provincia de Cáceres och regionen Extremadura, i den centrala delen av landet, 190 km väster om huvudstaden Madrid. Antalet invånare är 620.